# Abd al-Malik (Umayyade)

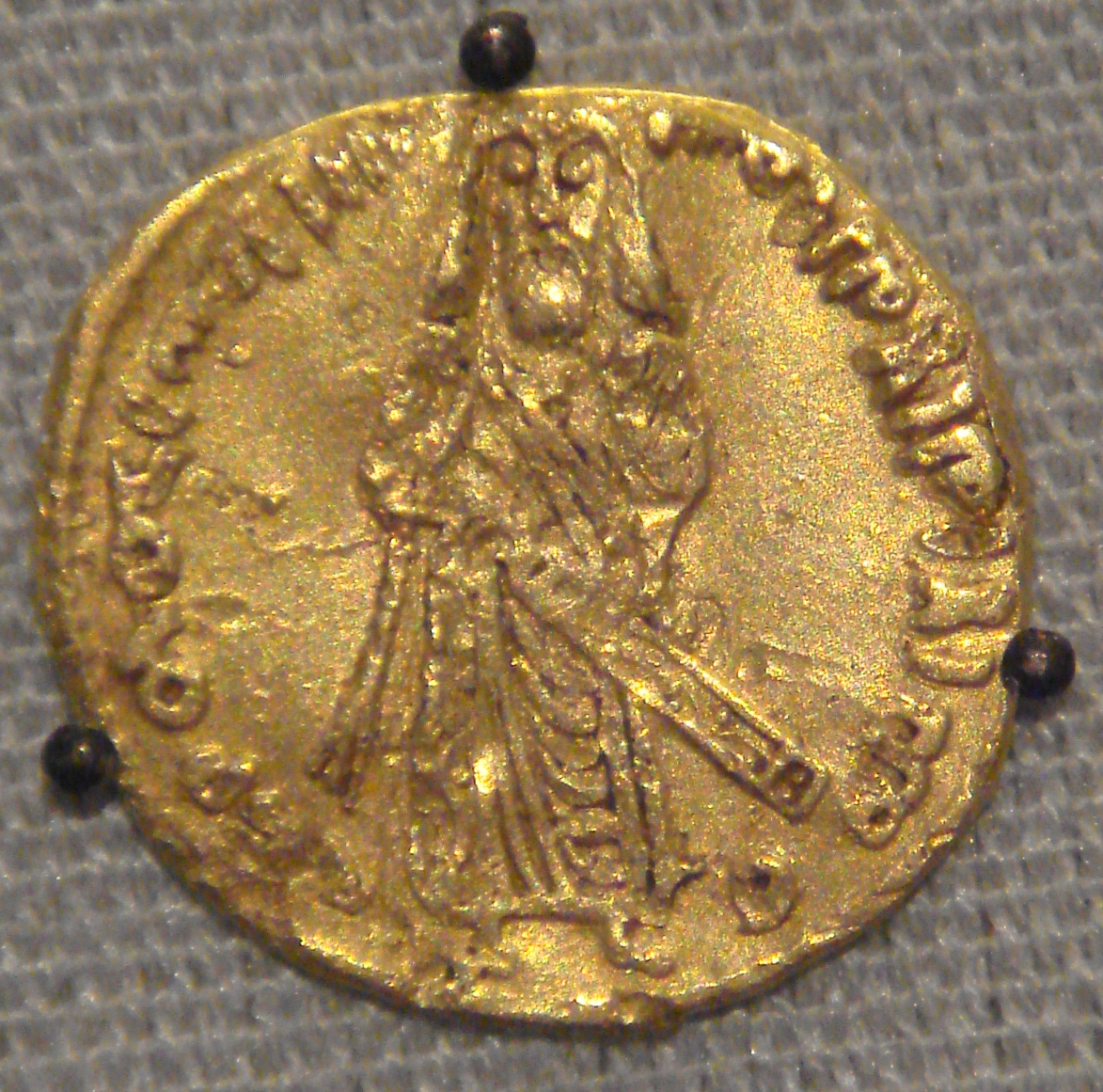
Abd al-Malik (mit Kufija und Schwert) auf einem seiner Dinare

Abū l-Walīd ʿAbd al-Malik ibn Marwān (arabisch أبو الوليد عبد الملك بن مروان; * 646; † 4. Oktober 705 in Damaskus), auch Abdalmalik, war einer der bedeutendsten Kalifen der Umayyaden. Er regierte von 685 bis 705. ʿAbd al-Malik war ein Sohn des Kalifen Marwān ibn al-Hakam und von ʿĀ'ischa, der Tochter des Umayyaden Muʿāwiya ibn al-Mughīra. Im Jahre 692 ließ er den Felsendom in Jerusalem errichten.

## Frühe Jahre
ʿAbd al-Malik erlebte als Kind die Ermordung von ʿUthmān mit und wurde unter Muʿāwiya Sekretär des Dīwān in Medina. Nachdem er sich militärisch zur See gegen die Byzantiner ausgezeichnet hatte, lebte er in Medina und erhielt dort von seinem Vater zu seinem Unterhalt die Hälfte der ausgedehnten Ländereien von Fadak. Er heiratete eine Frau vom qaisitischen Stamm der ʿAbs-Ghatafān, die ihm fünf Kinder gebar, darunter die späteren Kalifen al-Walīd (geb. 668) und Sulaimān (geb. 674). Als die Umayyaden 683 durch Aufständische aus Mekka vertrieben wurden, verließ er die Stadt mit seinem Vater, kehrte jedoch mit der syrischen Armee dorthin zurück und informierte deren Kommandanten Muslim ibn ʿUqba über die Verteidigungsanlagen von Medina.

## Als Kalif
Nach dem Tod seines Vaters im Frühjahr 685 wurde ʿAbd al-Malik zum Kalifen erhoben. Der Treueid erfolgte im Radschab 65 (= Februar/März 685). Der
Hedschas, der Irak, Fars, Chorasan und die angrenzenden Gebiete befanden sich zu dieser Zeit in der Hand von ʿAbdallāh ibn az-Zubair.

### Sicherung Syriens
Zunächst befasste sich ʿAbd al-Malik mit der Sicherung der Herrschaft der Umayyaden in Syrien, Palästina und Ägypten. Dabei hatte er mit erheblichen Schwierigkeiten zu kämpfen, da es in den ersten Jahren seiner Regierung zu mehreren verheerenden Pestepidemien (685–686 und 688–690) sowie Hungersnöten (686/7) und byzantinischen Angriffen auf Syrien kam. In Qarqīsiyāʾ an der Mündung des Chabur in den Euphrat hatte sich der qaisitische Araber Zufar ibn al-Hārith verschanzt. Als im Sommer 689 ʿAbd al-Malik einen Versuch unternahm, den Irak zu erobern, erhob sich ein Cousin, ʿAmr ibn Saʿīd al-Aschdaq, in Damaskus, so dass er gezwungen war, nach Syrien zurückzukehren.

### Wiederherstellung des Reiches

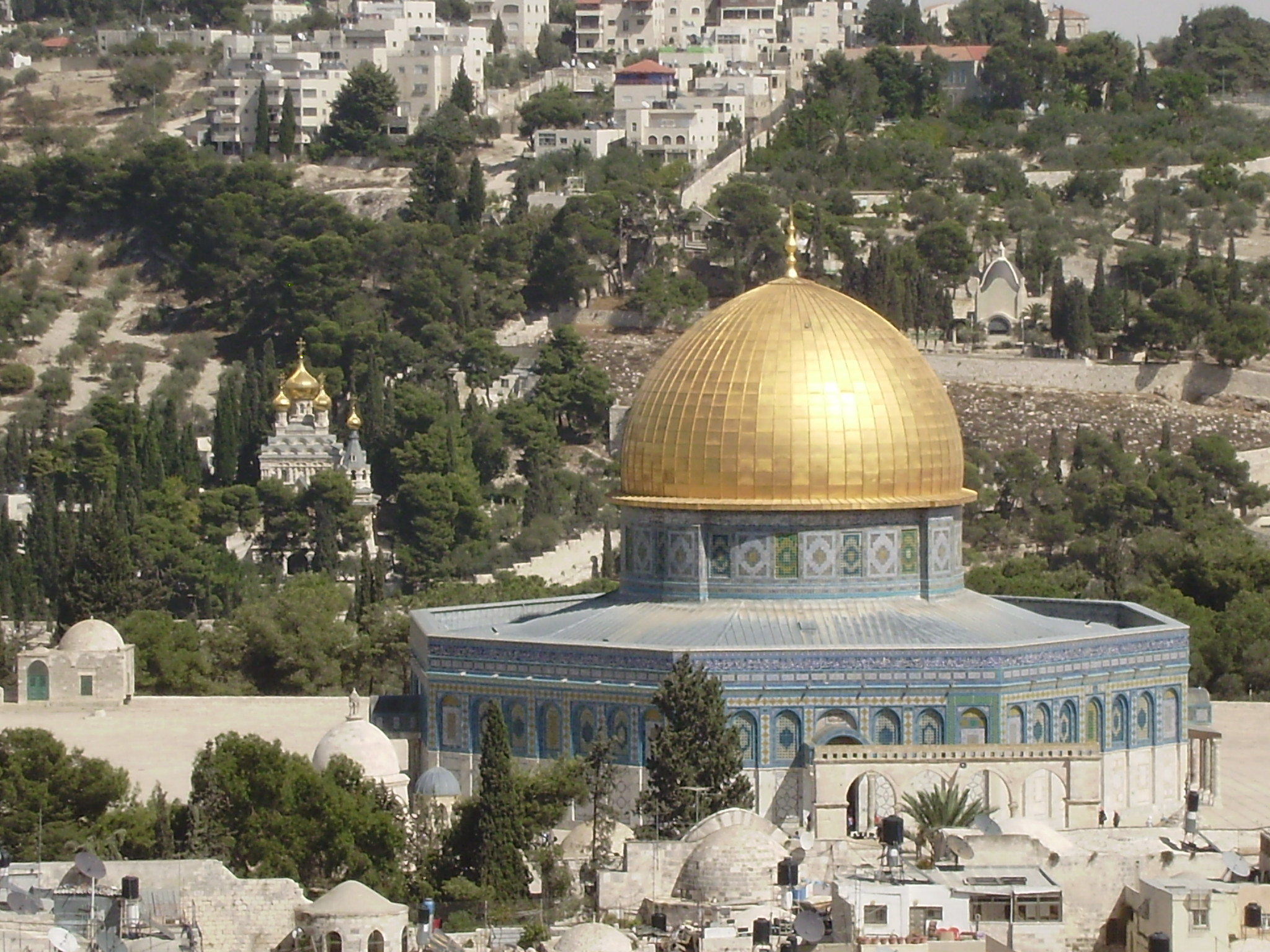
Der von ʿAbd al-Malik errichtete Felsendom, damals noch ohne Fayenceverzierung

Ein Friedensschluss mit Byzanz und die Niederwerfung der Revolte von al-Aschdaq ermöglichten es ʿAbd al-Malik 690, sich den Problemen in der Dschazira und dem Irak zuzuwenden. Im Sommer/Herbst 690 eroberte er Qarqīsiyāʾ, anschließend zog er nach Nisibis, wo sich 2000 Anhänger von al-Muchtār ibn Abī ʿUbaid befanden, die Muhammad ibn al-Hanafīya als den rechtmäßigen Imam ansahen, und belagerte sie, bis sie sich seinem Imamatsanspruch anschlossen.
Von Nisibis zog der Kalif über Mossul den Tigris abwärts, um im Dschumada l-ula 72 (Oktober 691) bei Maskin den entscheidenden Sieg über Musʿab ibn az-Zubair, der für seinen Bruder ʿAbdallāh ibn az-Zubair den Irak regierte, zu erringen. Im selben Jahr begann Abd al-Malik die Errichtung des Felsendoms in Jerusalem und sandte eine Armee unter dem Kommando von al-Haddschādsch ibn Yūsuf in den Hidschas, die Mekka erstürmte. ʿAbdallāh ibn az-Zubair wurde am 17. Dschumada l-ula 73 (4. Oktober 692) getötet. Damit war die Einheit des Kalifats wiederhergestellt und der Führungsanspruch der Umayyaden gesichert.

### Großmachtpolitik
Unter Abd al-Malik begann sich die absolute Herrschaftsgewalt des Kalifen durchzusetzen. So wurden vor allem Familienmitglieder als Statthalter in den Provinzen eingesetzt, die gleichzeitig von der Zentralmacht in Damaskus stärker kontrolliert wurden. Dieser Stärkung der zentralen Verwaltung diente auch der Ausbau des Postsystems. Außerdem wurde das Arabische als Kanzleisprache eingeführt und die bisher im Umlauf befindlichen persischen und byzantinischen Münzen ab 696 durch Münzen mit arabisch-islamischer Legende abgelöst. Al-Haddschadsch ibn Yūsuf wurde 694 als Statthalter in den Irak entsandt und regierte von dort aus den gesamten Ostteil des Reiches.
In der Verwaltung des Kalifenreichs waren zu dieser Zeit auch noch Christen tätig, die mit der effektiven spätrömischen Verwaltungspraxis vertraut waren. Sie bekleideten teils hochrangige Posten, wie etwa der einflussreiche Sarjun ibn Mansur und sein Sohn, der später als Johannes von Damaskus bekannt wurde. Beide unterhielten gute Kontakte zu 'Abd al-Malik, der jedoch um 700 Christen aus der Verwaltung weitgehend entfernen ließ. Nun sollten nur Muslime hohe Posten bekleiden.
Die Stärkung der Macht des Kalifen ermöglichte eine Neuaufnahme der muslimischen Expansion. So gelang Hassan ibn an-Numan nach 700 endlich die Unterwerfung des Maghrebs gegen den heftigen Widerstand der Berberstämme. Mit den Verwaltungsreformen Abd al-Maliks wurden auch die Voraussetzungen für die weitere Expansion des Umayyadenstaats geschaffen.
Ein bedeutendes Ereignis in ʿAbd al-Maliks späterer Regierungszeit war der Aufstand des Kinditen Ibn al-Aschʿath, der auf das Jahr 81 d.H. (= 700/701 n. Chr.) datiert wird. Ibn al-Aschʿath wurde schließlich von seinem früheren Verbündeten Rutbīl verraten und nahm sich das Leben. Sein abgetrennter Kopf wurde im Jahre 84 d.H. (= 703 n. Chr.) zu Al-Haddschādsch geschickt. Dieser schickte ihn weiter zu ʿAbd al-Malik, der ihn wiederum an seinen Bruder ʿAbd al-ʿAzīz ibn Marwān in Ägypten weiterreichte. ʿAbd al-Malik selbst verstarb am 10. Schawwal 86 (= 4. Oktober 705) in Damaskus.

## Söhne
ʿAbd al-Malik hatte 16 Söhne: al-Walīd, Sulaimān, Marwān den Älteren, Yazīd, Marwān den Jüngeren, Muʿāwiya, Hischām, Bakkār, al-Hakam, ʿAbdallāh, Maslama, ʿAnbasa, Muhammad, Saʿīd, al-Haddschādsch und Qubaisa. Vier davon, al-Walīd, Sulaimān, Yazīd und Hischām, herrschten später selbst als Kalifen.

## Pseudepigraphisches Schrifttum
In der späteren islamischen Literatur werden verschiedene Briefe überliefert, die Zeitgenossen wie al-Hasan al-Basrī und Abdallah ibn Ibad an ʿAbd al-Malik gerichtet haben sollen. Diese Briefe werden jedoch alle heute in der Forschung als pseudepigraphisch eingeordnet.

## Figur in Tausendundeine Nacht
Abd al-Malik ist eine in den Geschichten aus Tausendundeiner Nacht wiederholt auftretende oder erwähnte Figur, so etwa in den Geschichten (sortiert nach der Arabian Nights Encyclopedia):
- ANE 62 – Ni'ma und seine Sklavin Nu'm – Die schöne Sklavin Nu'm wird entführt und nach Damaskus verschleppt, wo sie Abd al-Malik angeboten wird. Ihr Besitzer und Ehemann Ni'ma macht sich auf, um seine Geliebte zu befreien.
- ANE 67 – Geschichte von der Stadt Lebta – Kurzgeschichte über die verhängnisvollen Eroberung einer byzantinischen Stadt durch die muslimischen Heere während der Islamischen Expansion (632–750).
- ANE 212 – Prinzessin Hind und al-Hadschadsch – Kurzgeschichte in der Abd al-Malik die schöne Hind bint al-Nu'man umwirbt.

- ANE 492 – Die Tänzerinnen des Kalifen – Ein armer Dichter kommt zum Kalifen Abd al-Malik, interessiert sich jedoch mehr für dessen Tanzsklavinnen.